# Die ohne Segen sind
Die ohne Segen sind (engl. Originaltitel The Lesser Blessed) ist ein Roman des indianischstämmigen Autors Richard Van Camp, der 1996 veröffentlicht wurde. Er wurde von Ulrich Plenzdorf übersetzt und 2001 mit dem Deutschen Jugendliteraturpreis ausgezeichnet.

## Inhalt
Der Jugendliche Larry, ein Ureinwohner der Tlicho, lebt mit seiner Mutter in einer kanadischen Kleinstadt. Larrys nächste Bezugsperson ist der häufig abwesende Freund seiner Mutter. Die Mutter selbst versucht zu studieren. Zu seinen Altersgenossen hat er lediglich oberflächlichen Kontakt. Seine Liebe zur Schulschönheit Juliette kann er dieser nicht offenbaren. Als er mit dem in die Stadt ziehenden Rowdy und Rebellen Johnny Freundschaft schließt, der erfahrener und reifer ist, entsteht in den Beziehungen der Personen eine neue Dynamik. Während sie versuchen, dem tristen Alltag der Kleinstadt zu entrinnen, verfallen sie einer Welt voller Marihuanakonsum, Alkohol und Sex.

## Verfilmung
2012 wurde das Buch von Anita Doron mit Benjamin Bratt, Adam Butcher und Chloe Rose verfilmt.